# Хобуох-Арита
Хобуо́х-Арита́ (рос. Хобуох-Арыта) — невеликий острів в Оленьоцькій затоці моря Лаптєвих. Територіально відноситься до Якутії, Росія.
Розташований в центрі затоки, в дельті річки Оленьок. Знаходиться між протоками Хобуох-Тьобюлеге на заході та Кьорсюсе-Тьобюлеге на сході. На північному сході вузькою протокою відокремлюється від сусіднього острова Касьян-Беттімете, на півдні — від острова Кьорсюсе-Арита. Острів має видовжену форму, простягається з півночі на південь. Вкритий болотами, має багато невеликих озер, на півночі — піски. На півночі та південному заході оточений мілинами.
| Росія | Це незавершена стаття з географії Росії. Ви можете допомогти проєкту, виправивши або дописавши її. |